# Indal
Indal is een plaats in de gemeente Sundsvall in het landschap Medelpad en de provincie Västernorrlands län in Zweden. De plaats heeft 666 inwoners (2005) en een oppervlakte van 94 hectare. De plaats ligt aan de rivier de Indalsälven.

## Verkeer en vervoer
Bij de plaats lopen de Riksväg 86 en Länsväg 330.